# Navojoa Airport
Navojoa Airport är en flygplats i Mexiko.   Den ligger i kommunen Navojoa och delstaten Sonora, i den västra delen av landet, 1 300 km nordväst om huvudstaden Mexico City. Navojoa Airport ligger 52 meter över havet.
Terrängen runt Navojoa Airport är platt, och sluttar västerut. Runt Navojoa Airport är det ganska glesbefolkat, med 36 invånare per kvadratkilometer. Närmaste större samhälle är Navojoa, 9,1 km norr om Navojoa Airport. I omgivningarna runt Navojoa Airport växer huvudsakligen savannskog.